# ولایت کابل
ولایت کابل (سانسکریت: کوبها؛ یونانی باستان: Kaboura/کابورا؛ یونانی: Ortospana/اُرتُسپانا؛ چینی: Kau-fu/کاو-فو؛ عربی: کابُلِستان؛ انگلیسی: Kabul) یکی از ۳۴ ولایت‌های افغانستان به مرکزیت شهر کابل است، که در منطقه مرکزی/زون پایتخت موقعیت دارد؛ کابل، پایتخت و تنها شهر میلیونی افغانستان و جمعیت ولایت کابل ۵٬۹۶۶٬۳۹۵ نفر می‌باشد.
شهر کابل از ۳٬۵۰۰ سال پیش آبادان بوده و از جمله شهرهای کهن جهان به‌شمار می‌رود. کابل که سرراه هندوستان واقع شده بود، به مرور زمان جمعیت شهری را در خود جای داده و از شهرهای مهم تجاری شد. با به قدرت رسیدن کابلشاهان، شهر کابل به اوج رشد و شکوفایی خود رسید. در زمان غزنویان، با شکوفایی شهر غزنه، کابل عقب ماند اما در زمان بابر دوباره رشد کرد. بابر به‌آبادی شهر کوشید و کاخ‌ها و باغ‌های زیادی را ایجاد نموده، وصیت نمود که در همان‌جا به‌خاک سپرده شود. با انتقال پایتخت درانیان از قندهار به کابل توسط تیمورشاه درانی، کابل به‌عنوان مرکز پایتخت از شهرهای مهم افغانستان گردید. در جنگ سوم افغان و انگلیس، کابل توسط انگلیسی‌ها بمباران شد و سپس در زمان حبیب‌الله کلکانی وضعیت آن رو به‌وخامت گرایید. این شهر که از زمان محمد نادرشاه تا دولت دکتر نجیب آباد شده بود، در جنگ‌های داخلی دوباره به‌کلی تخریب شده، مانند دشت هموار گردید. از سال ۲۰۰۱ تا کنون کابل دوباره در رشد است و جمعیت آن میان سال‌های ۲۰۰۵ تا ۲۰۱۶ به بیش از پنج برابر رسیده است.
بیشتر مردم کابل فارسی‌زبان و مسلمان هستند، در حالی‌که اقلیتی سیک‌ها نیز در این ولایت به‌ویژه در مرکز اقامت دارند. ولایت کابل با ولایات لوگر، وردک، پروان، کاپیسا و ننگرهار هم‌مرز است. این ولایت حدود ۶ میلیون جمعیت دارد که ۸۶٫۶٪ در نواحی شهری و ۱۳٫۴٪ در نواحی روستایی زندگی می‌کنند.

## نام
کلمه کابل برگرفته از نام رود کوبها، نام سانسکریت ودایی دریای کابل است، که در فهرست رودهای ریگ‌ودا (سَپته‌سندو) در کنار این سه رود دیگر یاد شده: رَسا (همان رَنهای اوستایی)، کُرومو (درهٔ کُرَم در مناطق قبیله‌ای فدرال پاکستان) و سَرَیو (همان هریرود در ولایت هرات).
در منابع یونانی باستان به‌صورت: Karoura/کارورا یا Kaboura/کابورا آمده است که نام شهری است در سرزمین پاروپامیز (گندهارا). بطلمیوس در کتاب ۶، فصل ۱۸، بند ۴ از جغرافیای خود نیز از آن شهر یاد کرده و بدیهی است که رونویسی از نام محلی بوده.
Ortospana/اُرتُسپانا، نام شهر دیگری است که بطلمیوس آن را در سرزمین پاروپامیز آورده، و استرابو در کتاب ۱۱، فصل ۸، بند ۹ آن را چهارراهی مهم دانسته که از آنجا سه جاده به سرزمین باختر منتهی می‌شدند.
در منابع چینی باستان به‌صورت: Kau-fu/کاو-فو در منابع چینی بجای‌مانده از سدهٔ پنجم میلادی و نوشته‌های هوان‌تسنگ، زائر چینی، آمده است و بدیهی است که این نام هم رونویسی از نام محلی کابورا بوده.
Jep-poʿ-lo/جِپ‌پولو، نام چینی باستانی سرزمین گندهارا تا قبل از آمدن هفتالیان در سدهٔ چهارم میلادی. یوزف مارکوارت، خاورشناسی نامدار آلمانی این نام را برگرفته از شکل -ǰābul/ژابُل که همان کابُل امروزی باشد، می‌داند و می‌گوید بر روی سکه‌های هندی بجای‌مانده از همان دوره لقب ṣāhi ǰawūwlaḥ/ǰabula (احتمالاً به‌معنای 'پادشاه ژَووله/ژَبُله') دیده می‌شود.
در منابع اولیهٔ اسلامی به‌صورت: کابُلِستان، نام سرزمینی در حوزهٔ فوقانی رود کابل آمده است، که در به‌طور مبهم به عنوان سرزمینی بین بامیان در غرب و لغمان در شرق توصیف شده است.
مقدسی، جغرافیادان سدهٔ چهارم هجری (دهم میلادی)، تمام سرزمین‌های شمال غزنه و زابُلِستان که شامل درهٔ لوگر باشد را جزئی از کابلستان دانسته است. در همین دوره بود که نام کابل به جای اشاره به کُل سرزمین کابلستان، تنها برای اشاره به شهر کابل استفاده شد.
در سال ۱۹۶۴ میلادی، قلب سرزمین کابلستان تبدیل به ولایت کابل شد.

## جغرافیا

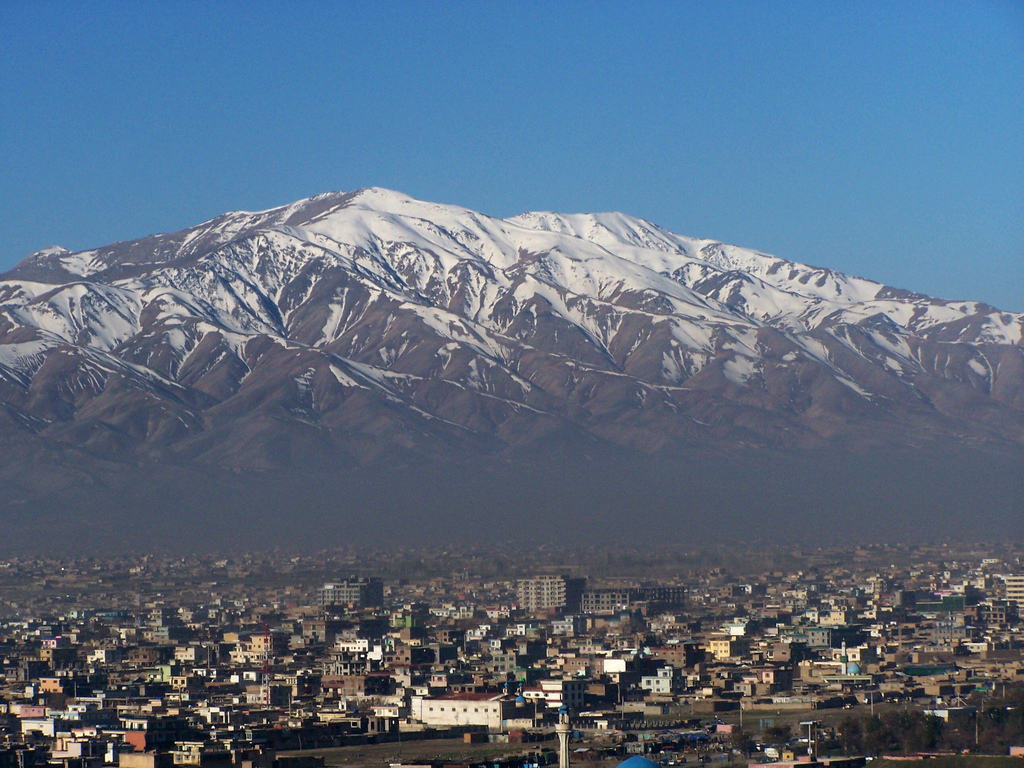
شهر کابل در ۱۸۰۰ متر از سطح دریا ارتفاع دارد، کوهی که در تصویر دیده می‌شود، کوه پغمان با ۴۷۰۰ متر ارتفاع است.

ولایت کابل در شمال غرب با پروان، در شمال شرق با کاپیسا، در شرق با لغمان، در جنوب شرق با ننگرهار، در جنوب با لوگر و در جنوب غرب با ولایت میدان وردک سرحد مشترک دارد. ولایت کابل دارای ۴۵۸۵ کیلومتر مربع پهناوری بوده و بیشتر از نصف (۵۶٫۳٪) آن کوها و دشت‌های ناهموار تشکیل می‌دهد و یک بر سه حصه آن (۳۷٫۷٪) را زمین هموار تشکیل می‌دهد.
رشته‌کوه‌های پغمان در غرب، کوه قوروغ در جنوب غرب، کوه شیر دروازه، آسمایی و علی‌آباد در مرکز، کوه صافی در شمال شرق و سلسله‌های جنوب شرق بگرامی، شینه، لته‌بند و تنگ غارو کوه‌های مهم ولایت کابل را تشکیل می‌دهد. تپه بی‌بی مهرو، تپه مرنجان، تپه تاج بیک، قلعه بلند و کلوله‌پشته از همواری اراضی می‌کاهد. بلندترین قله ولایت یعنی کوه پغمان ۴۷۰۰ متر ارتفاع دارد و بلندی دیگر کوه‌های این ولایت از ۲۰۰۰ تا ۳۰۰۰ متر است. باقی اراضی هموار کابل دارای خاک‌های رسوبی قابل کشاورزی است.
دریای کابل شهر شهر را بدو حصه تقسیم می‌کند. چندین پل برای عبور و مرور مردم روی دریا ساخته شده است که نامدارترین آنها پل خشتی، پل باغ عمومی، پل شاه دوشمشیره و پل محمود می‌باشند. نظر به تغییرات اقلیمی، از قرن ۲۱ یکم بدینسو این دریا بیشتر سال خشک می‌باشد و تنها در زمستان و بهار پرآب می‌باشد. دریاچهٔ بزرگی درون‌شهری بنام دریاچه حشمت خان در پهلوی بالاحصار وجود دارد. این مرداب استراحتگاه هزاران پرندهٔ است که بین شبه قاره هند و سیبری پرواز می‌کند. در سال ۲۰۱۷، دولت این دریاچه را منطقه حفاظت شده اعلام کرد. دیگر دریاچه بزرگ کابل قرغه است که در ۹ کیلومتری شمال غربی شهر واقع شده است. این دریاچه مکان دلپذیری برای مردم محل و گردشگران می‌باشد.
آلودگی هوا بزرگ‌ترین مشکل شهر در فصل‌های زمستان می‌باشد، که عامل آن استفاده از سوخت‌های فسیلی بی کیفیت توسط باشندگان شهر می‌باشد.

### آب و هوا
آب و هوای کابل، تابع وضع عمومی کشور افغانستان است. از آنجا که این کشور تقریباً در وسط آسیا واقع است، پس عرض و طول جغرافیائی، ارتفاع، امتداد کوه‌ها و دوری از دریا از عواملی هستند که در آب و هوای افغانستان تأثیرگذار هستند.
با وضع جغرافیائی که افغانستان دارد مناطق مختلف آن آب و هوای گوناگون دارد و کابل هرچند از دریا بسیار دور و تابع آب و هوای بری است، اما توازن در فصول چهارگانهٔ آن برقرار است و هر سه ماه تغییر فصل به صورت منظم پیدا می‌شود. فصل بهار از ماه حمل (مارس، آوریل) آغاز می‌شود و تا پایان جوزا (می، ژوئن) منظماً ادامه دارد. در این فصل می‌توان آن را فصل نمو و انبساط خواند. از ماه سرطان (ژوئن، ژوئیه) تا آخر سنبله (اوت، سپتامبر) و هنگام تابستان گرم‌ترین ایام کابل به‌شمار می‌رود. در ماه میزان (سپتامبر و اکتبر) خزان آغاز می‌گردد و تا پایان ماه قوس (نوامبر، دسامبر) ادامه دارد. خزان فصل برداشتن محصول و جمع‌آوری میوه است و کابل از این حیث در این فصل امتیاز فراوانی دارد. سه ماه اخیر سال، جدی (دسامبر، ژانویه)، دلو (ژانویه، فوریه) و حوت (فوریه، مارس) فصل زمستان کابل است که سرمای بسیار و بارش برف تا پایان آن ادامه می‌یابد. داده‌های اقلیمی کابل به قرار ذیل است:
| داده‌های اقلیم کابل (۱۹۵۶–۱۹۸۳)    | داده‌های اقلیم کابل (۱۹۵۶–۱۹۸۳) | داده‌های اقلیم کابل (۱۹۵۶–۱۹۸۳) | داده‌های اقلیم کابل (۱۹۵۶–۱۹۸۳) | داده‌های اقلیم کابل (۱۹۵۶–۱۹۸۳) | داده‌های اقلیم کابل (۱۹۵۶–۱۹۸۳) | داده‌های اقلیم کابل (۱۹۵۶–۱۹۸۳) | داده‌های اقلیم کابل (۱۹۵۶–۱۹۸۳) | داده‌های اقلیم کابل (۱۹۵۶–۱۹۸۳) | داده‌های اقلیم کابل (۱۹۵۶–۱۹۸۳) | داده‌های اقلیم کابل (۱۹۵۶–۱۹۸۳) | داده‌های اقلیم کابل (۱۹۵۶–۱۹۸۳) | داده‌های اقلیم کابل (۱۹۵۶–۱۹۸۳) | داده‌های اقلیم کابل (۱۹۵۶–۱۹۸۳) |
| ماه                               | ژانویه                         | فوریه                          | مارس                           | آوریل                          | مه                             | ژوئن                           | ژوئیه                          | اوت                            | سپتامبر                        | اکتبر                          | نوامبر                         | دسامبر                         | سال                            |
| --------------------------------- | ------------------------------ | ------------------------------ | ------------------------------ | ------------------------------ | ------------------------------ | ------------------------------ | ------------------------------ | ------------------------------ | ------------------------------ | ------------------------------ | ------------------------------ | ------------------------------ | ------------------------------ |
| سابقهٔ بیش‌ترین °C (°F)             | ۱۸٫۸ (۶۶)                      | ۱۸٫۴ (۶۵)                      | ۲۶٫۷ (۸۰)                      | ۲۸٫۷ (۸۴)                      | ۳۳٫۵ (۹۲)                      | ۳۶٫۵ (۹۸)                      | ۳۷٫۷ (۱۰۰)                     | ۳۷٫۳ (۹۹)                      | ۳۵٫۱ (۹۵)                      | ۳۱٫۶ (۸۹)                      | ۲۴٫۴ (۷۶)                      | ۲۰٫۴ (۶۹)                      | ۳۷٫۷ (۱۰۰)                     |
| میانگین بیش‌ترین °C (°F)           | ۴٫۵ (۴۰)                       | ۵٫۵ (۴۲)                       | ۱۲٫۵ (۵۵)                      | ۱۹٫۲ (۶۷)                      | ۲۴٫۴ (۷۶)                      | ۳۰٫۲ (۸۶)                      | ۳۲٫۱ (۹۰)                      | ۳۲٫۰ (۹۰)                      | ۲۸٫۵ (۸۳)                      | ۲۲٫۴ (۷۲)                      | ۱۵٫۰ (۵۹)                      | ۸٫۳ (۴۷)                       | ۱۹٫۵ (۶۷)                      |
| میانگین روزانه °C (°F)            | −۲٫۳ (۲۸)                      | −۰٫۷ (۳۱)                      | ۶٫۳ (۴۳)                       | ۱۲٫۸ (۵۵)                      | ۱۷٫۳ (۶۳)                      | ۲۲٫۸ (۷۳)                      | ۲۵٫۰ (۷۷)                      | ۲۴٫۱ (۷۵)                      | ۱۹٫۷ (۶۷)                      | ۱۳٫۱ (۵۶)                      | ۵٫۹ (۴۳)                       | ۰٫۶ (۳۳)                       | ۱۲٫۱ (۵۴)                      |
| میانگین کم‌ترین °C (°F)            | −۷٫۱ (۱۹)                      | −۵٫۷ (۲۲)                      | ۰٫۷ (۳۳)                       | ۶٫۰ (۴۳)                       | ۸٫۸ (۴۸)                       | ۱۲٫۴ (۵۴)                      | ۱۵٫۳ (۶۰)                      | ۱۴٫۳ (۵۸)                      | ۹٫۴ (۴۹)                       | ۳٫۹ (۳۹)                       | −۱٫۲ (۳۰)                      | −۴٫۷ (۲۴)                      | ۴٫۳ (۴۰)                       |
| سابقهٔ کم‌ترین °C (°F)              | −۲۵٫۵ (−۱۴)                    | −۲۴٫۸ (−۱۳)                    | −۱۲٫۶ (۹)                      | −۲٫۱ (۲۸)                      | ۰٫۴ (۳۳)                       | ۳٫۱ (۳۸)                       | ۷٫۵ (۴۶)                       | ۶٫۰ (۴۳)                       | ۱٫۰ (۳۴)                       | −۳٫۰ (۲۷)                      | −۹٫۴ (۱۵)                      | −۱۸٫۹ (−۲)                     | −۲۵٫۵ (−۱۴)                    |
| بارندگی میلی‌متر (اینچ)            | ۳۴٫۳ (۱٫۳۵)                    | ۶۰٫۱ (۲٫۳۷)                    | ۶۷٫۹ (۲٫۶۷)                    | ۷۱٫۹ (۲٫۸۳)                    | ۲۳٫۴ (۰٫۹۲)                    | ۱٫۰ (۰٫۰۴)                     | ۶٫۲ (۰٫۲۴)                     | ۱٫۶ (۰٫۰۶)                     | ۱٫۷ (۰٫۰۷)                     | ۳٫۷ (۰٫۱۵)                     | ۱۸٫۶ (۰٫۷۳)                    | ۲۱٫۶ (۰٫۸۵)                    | ۳۱۲٫۰ (۱۲٫۲۸)                  |
| میانگین روزهای بارانی             | ۲                              | ۳                              | ۱۰                             | ۱۱                             | ۸                              | ۱                              | ۲                              | ۱                              | ۱                              | ۲                              | ۴                              | ۳                              | ۴۸                             |
| میانگین روزهای برفی               | ۷                              | ۶                              | ۳                              | ۰                              | ۰                              | ۰                              | ۰                              | ۰                              | ۰                              | ۰                              | ۰                              | ۴                              | ۲۰                             |
| درصد رطوبت                        | ۶۸                             | ۷۰                             | ۶۵                             | ۶۱                             | ۴۸                             | ۳۶                             | ۳۷                             | ۳۸                             | ۳۹                             | ۴۲                             | ۵۲                             | ۶۳                             | ۵۲                             |
| میانگین روزانه ساعت‌های تابش آفتاب | ۱۷۷٫۲                          | ۱۷۸٫۶                          | ۲۰۴٫۵                          | ۳۲۳٫۵                          | ۳۱۰٫۵                          | ۳۵۳٫۴                          | ۳۵۶٫۸                          | ۳۳۹٫۷                          | ۳۰۳٫۹                          | ۳۸۲٫۶                          | ۳۵۲٫۲                          | ۱۸۲٫۴                          | ۳٬۱۷۵٫۱                        |
| منبع: NOAA                        |                                |                                |                                |                                |                                |                                |                                |                                |                                |                                |                                |                                |                                |

## پیشینه
تاریخچه کابل به بیش از ۳٬۵۰۰ سال قبل برمی گردد. کابل مرکز رشد و توسعه دین‌های زرتشتی سپس بودایی و هندوئیسم می‌باشد. نظر به سوابق مطالعات موزه انگلیس کابلشاهان یا ترک‌شاهیان از اولین خاندانی بودند که کابل را مرکز فرمانروایی شان قرار داده، تجارت با هند و جاده ابریشم را تحت کنترل گرفتند. در زمان کابلشاهیان کابل رشد کرده و شکوفا شد. شاهان کابل دیوار و استحکامات دفاعی کابل را افزایش دادند که بعدها در زمان حمله اعراب بسیار مؤثر واقع شد. باید در نظر داشت که اعراب کنترل شهر کابل را به‌دست گرفته نتوانستند و کابل توسط یعقوب لیث به‌صورت نیمه و سلطان محمود غزنوی به‌طور کامل فتح‌گردیده، فرمانفرمایی خاندان کابلشاهان را نقطه پایان گذاشتند.
در قرن هفتم میلادی و در زمان ظهور اسلام کابل مورد هجوم اعراب قرار گرفت اما به آرامی توسط کابلشاهان پس گرفته شد. در پی تضعیف کابلشاه در قرن نهم، کابل توسط یعقوب لیث صفاری فتح گردیده به‌دنبال آن سامانیان و متعاقباَ در قرن یازدهم زیر سلطه سلطان محمود غزنوی درآمد. پس از آن بخشی از سلطنت غوریان شده به‌دنبال آن تحت هدایت چنگیزخان مورد حمله مغولان قرار گرفت. در قرن چهاردهم میلادی دوباره مورد حمله تیمور قرار گرفت و در سال ۱۵۰۴ تحت سلطه بابر درآمد. بابر کابل را به پایتخت خود مبدل ساخت و در دوران بعد از شهرهای مهم امپراطوری مغول گردید. در سال ۱۵۲۵ بابر در مورد کابلستان نوشت:
در کابلستان قبایل مختلف و مردمان مختلفی وجود دارد. در دره‌ها و دشت‌های آن ترکان، ایماق‌ها و اعراب زندگی می‌کنند. در شهرها و قسمت اعظم روستاهای آن، مردمی بنام تاجیک زندگی می‌کنند (بابر تاجیک‌ها را با نام ستارت‌ها نبشته است). بسیاری از روستاها و مناطق اطراف توسط پشه ای، پراچی‌ها، برکی‌ها و افغانها اشغال اشغال گردیده است. در غزب آن، قبایل هزاره و نکودری سکونت دارند که بعضی‌هایشان به زبان مغولی صحبت می‌کنند. در شمال شرقی و کافرستان، محل زندگی مردم کاتور و گبرک است. یازده یا دوازده زبان مختلف در کابل صحبت می‌شود: من جمله عربی، فارسی،  ترکی، مغولی، هندی، پشتو، پشه ای، پراچی، گبری، برکی و لامغانی …— بابرنامه ۱۵۲۵ میلادی

## اقتصاد
زراعت، مالداری، تجارت، خدمات و صنایع اقتصاد این ولایت را تشکیل می‌دهد. ۱۶٫۵٪ مردم کابل در زراعت، ۱۶٫۹٪ آن‌ها در صنعت، معادن و ساختمان، ۵۰٫۱٪ در بخش خدمات و ۱۶٫۱٪ آن در ادارات دولتی مصروف می‌باشند.

### زراعت
بخش زراعت ولایت کابل شامل ۷۲ فیصد میوه، ۱۷ فیصد حبوبات، ۱۰ فیصد سبزیجات و یک فیصد کرافس میی‌باشد. محصولات عمده زراعتی این ولایت را گندم، جو، جواری، پیاز و کچالو تشکیل می‌دهد. حبوبات خاصتا گندم و کچالو محصولات عمده این ولایت است، درحالی‌که مقدار زیادی از گندم در داخل کشور به مصرف می‌رسد اما بازهم ضروریات داخلی را مرفوع نمی‌نماید. ۶۸٪ باغستان‌های کابل را انگور و ۳۰٪ آن را سیب، زردآلو، آلوبالو و توت شامل می‌شود.

### صنعت

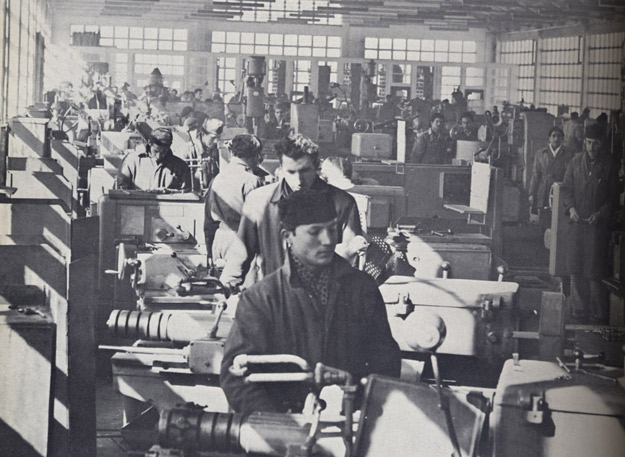
کارگران ماهر کارخانه ای در کابل، مجریان مطبوعات در حال ایجاد استانداردهای جدیدی برای خود و کشورشان هستند. ۱۹۵۰

بزرگ‌ترین قطب صنعتی کابل در ناحیه ۹ و در شمال دریای کابل در نزدیکی فرودگاه بین‌المللی حامد کرزی واقع شده است. حدود ۶ کیلومتری بالاشهر کابل، در زمینی حدود ۹ هکتار در بگرامی با جدیدترین امکانات که به تاجران اجازه کسب و کار را در آنجا می‌دهد، تکمیل شده است. این پارک مدیریت حرفوی در زمینه نگهداری روزانه جاده‌ها، سرک‌های داخلی، زمین‌های عادی، زمین‌های پارک، زنگ خطر ۲۴ ساعته و کنترل به رفت و آمد موترها و اشخاص دارد. کارخانه‌های که آنجا فعالیت دارند شامل: کارخانه ۲۵ میلیون دالری حبیب گلزار نماینده رسمی تولید انحصاری کوکاکولا در افغانستان و نماینده رسمی شرکت تویوتا افغانستان و نماینده رسمی محصولا نستله در افغانستان، کارخانه نوشابه‌های غیر الکولی الکوزی، کارخانه شیر قوت، و….

## مردم
کل جمعیت ولایت کابل در سال ۲۰۲۴برابر با ۵٬۹۶۶،۳۹۵ نفر است  این یکی از متنوع‌ترین ولایت‌ها از نظر قومی است. شهر کابل چند قومی است. تخمین سال ۲۰۰۳، ۵۰٪ تاجیک‌ها، ۲۰٪ هزاره‌ها، ۲۰٪ پشتون‌ها، ۱۰٪ از دیگر گروه‌ها تشکیل شده‌اند. پارسی دری زبان اصلی استان و شار کابل است و توسط تمام اقوام در کابل مورد استفاده قرار می‌گیرند. شمار سیک‌های کابل در دهه ۷۰ میلادی، بیش‌از ۱۷۰٬۰۰۰ نفر گزارش شده‌بود که مراسم مذهبی شانرا در خیابان‌ها جشن می‌گرفتند؛ در جریان جنگ‌های داخلی خیلی از آنها به هندوستان رفتند و امروز تعداد کمی از آنها که باقی مانده‌اند، در دولت جمهوریت افغانستان حق فرستادن یک نماینده در پارلمان افغانستان را داشتند.

## ترابری
- هوایی:

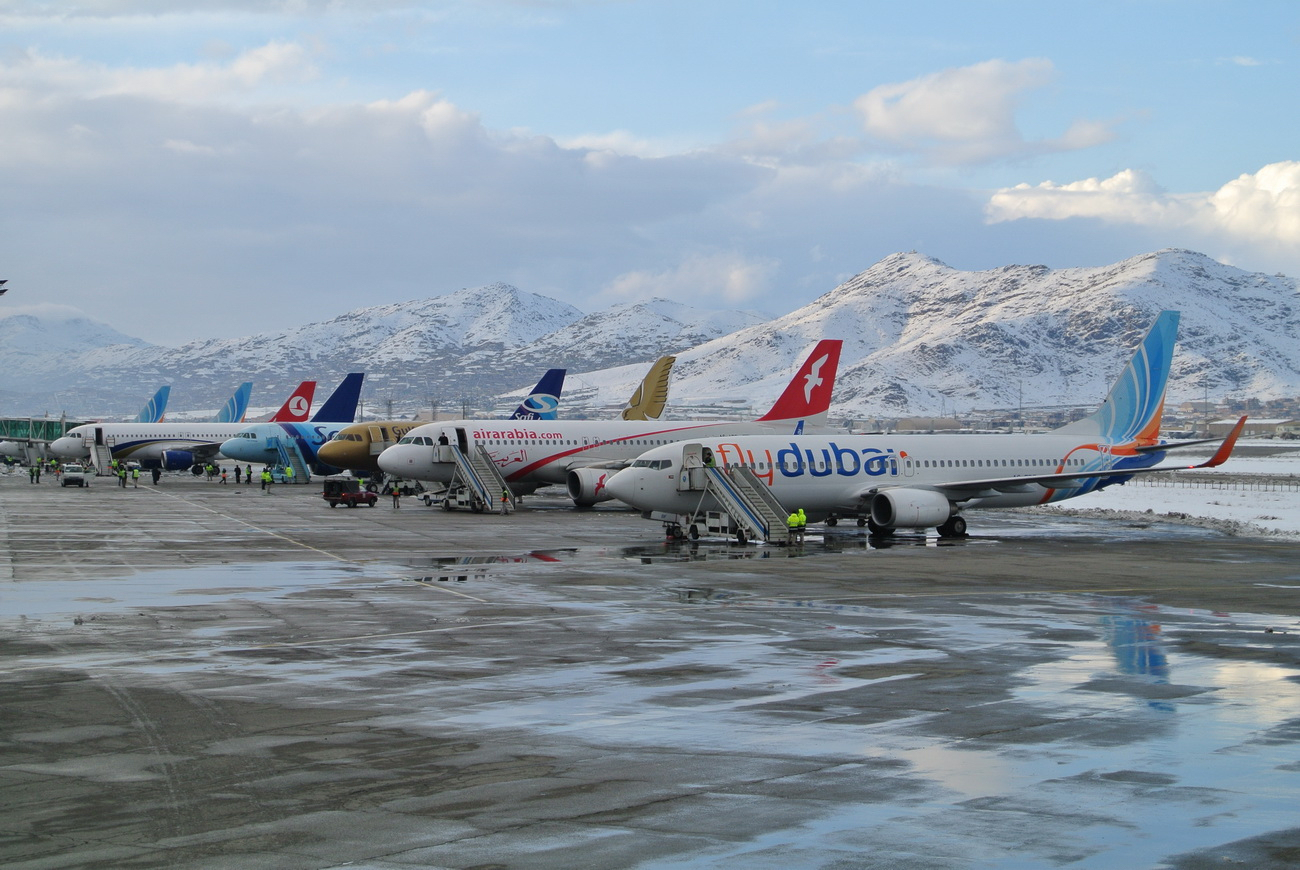
خط پرواز فرودگاه بین‌المللی حامد کرزی (فرودگاه بین‌المللی کابل), ۲۰۱۲

فرودگاه بین‌المللی حامد کرزی (فرودگاه بین‌المللی کابل) ۲۵ کیلومتر (۱۶ مایل) از مرکز کابل فاصله دارد، که عموماً فرودگاه اصلی کشور می‌باشد. این فرودگاه قطب هواپیمایی ملی افغانستان، هواپیمایی آریانا افغان، هواپیمایی بین‌المللی افغان جت، ایست هوریزن ایرلاینز، کام ایر، خطوط هوایی پامیر و خطوط هوایی صافی است. دیگر شرکت‌های هواپیمایی منطقه مانند، ایر ایندیا، اسپایس جت، فلای دبی، هواپیمایی امارات، گلف ایر، ماهان ایر، هواپیمایی بین‌المللی پاکستان و ترکیش ایرلاینز نیز برنامه‌های منظم پرواز به این فرودگاه دارند. چند ترمینال بین‌المللی توسط کشور ژاپن در سال ۲۰۰۸ ساخته و راه اندازی شد.
- جاده:

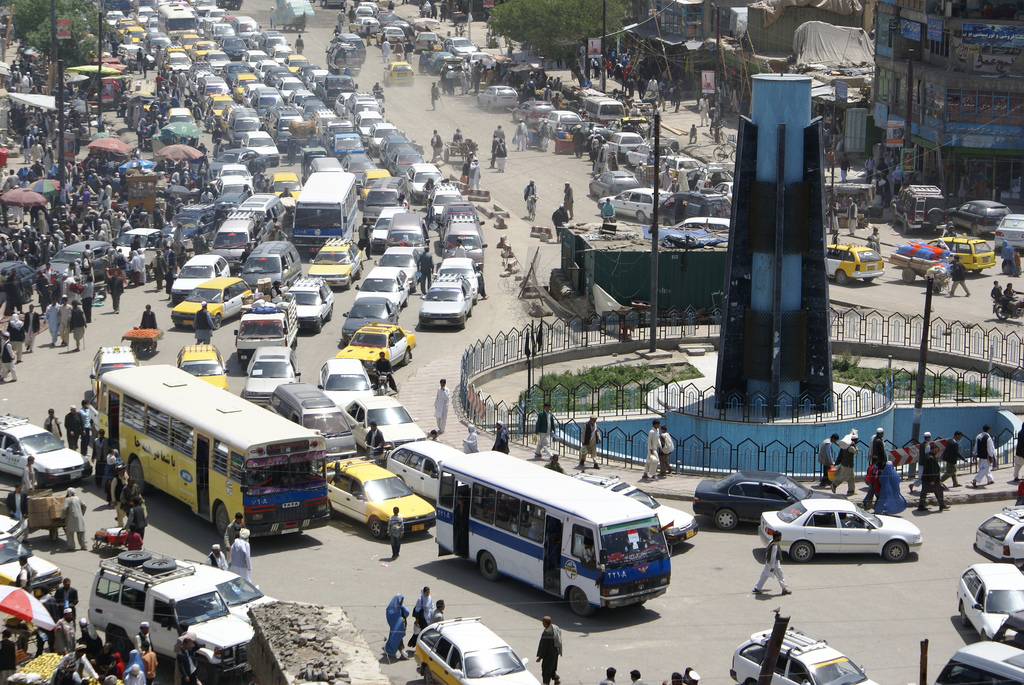
ترافیک در مرکز شهر کابل در سال ۲۰۱۳

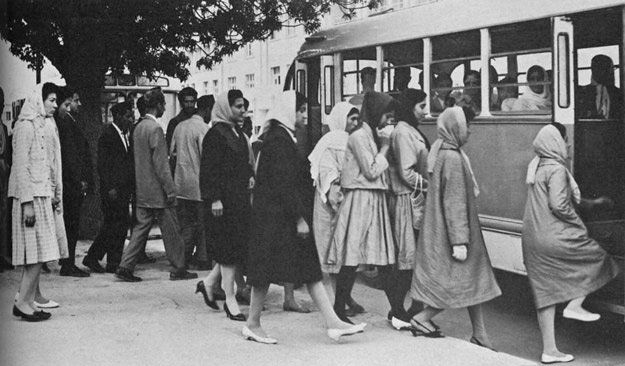
سیستم منظم بس شهری کابل در ژوئن ۱۹۷۶

بزرگراه ۷۶ آسیا کابل را به سمت شمال به سمت چاریکار، پل خمری و مزارشریف متصل می‌کنند. تحت پروژه بهبود بهره‌وری حمل و نقل شهری کابل که در سال ۲۰۱۴ و با حمایت بانک جهانی امضا شد، این شهر شاهد بهبودهای گسترده‌ای در وضعیت جاده‌ها، از جمله ساخت پیاده‌روهای جدید برای عابرین پیاده، سیستم فاضلاب، برق و آسفالت سطح جاده‌ها خواهد بود. این پروژه تا ۳۱ دسامبر ۲۰۱۹ ادامه داشت. وسایل نقلیه شخصی از سال ۲۰۰۲ در کابل در حال افزایش است، از سال ۲۰۱۳ حدود ۷۰۰٫۰۰۰ اتومبیل ثبت شده که ۸۰٪ اتومبیل‌ها، تویوتا کرولا است.

## رسانه
۱۳۴ رسانه گروهی شامل آژانس خبری، تلویزیون، رادیو، روزنامه، هفته نامه، ماهنامه و مجله در ولایت کابل فعالیت دارند که نسبت به سایر ولایات کشور خیلی چشمگیر می‌باشد. ولایت کابل ۳۰ کانال تلویزیونی، ۳۴ دستگاه رادیویی، ۱۴ روزنامه، ۳۷ هفته‌نامه، ۴ نشریه دوهفته‌نامه‌ای، ۴ ماه‌نامه، ۴ مجله و هشت آژانس خبری فعالیت دارد. تلویزیون‌های ملی، طلوع آریانا و آرزو، پربازدیدترین کانال‌های تلویزیونی کابل و افغانستان است، روزنامه اطلاعات روز بهترین روزنامه کابل، آژانس خبرگزاری پژواک و رادیو اراکوزیا موفق‌ترین گروه‌های رسانه‌ای افغانستان در کابل می‌باشند.

## واحدهای اداری

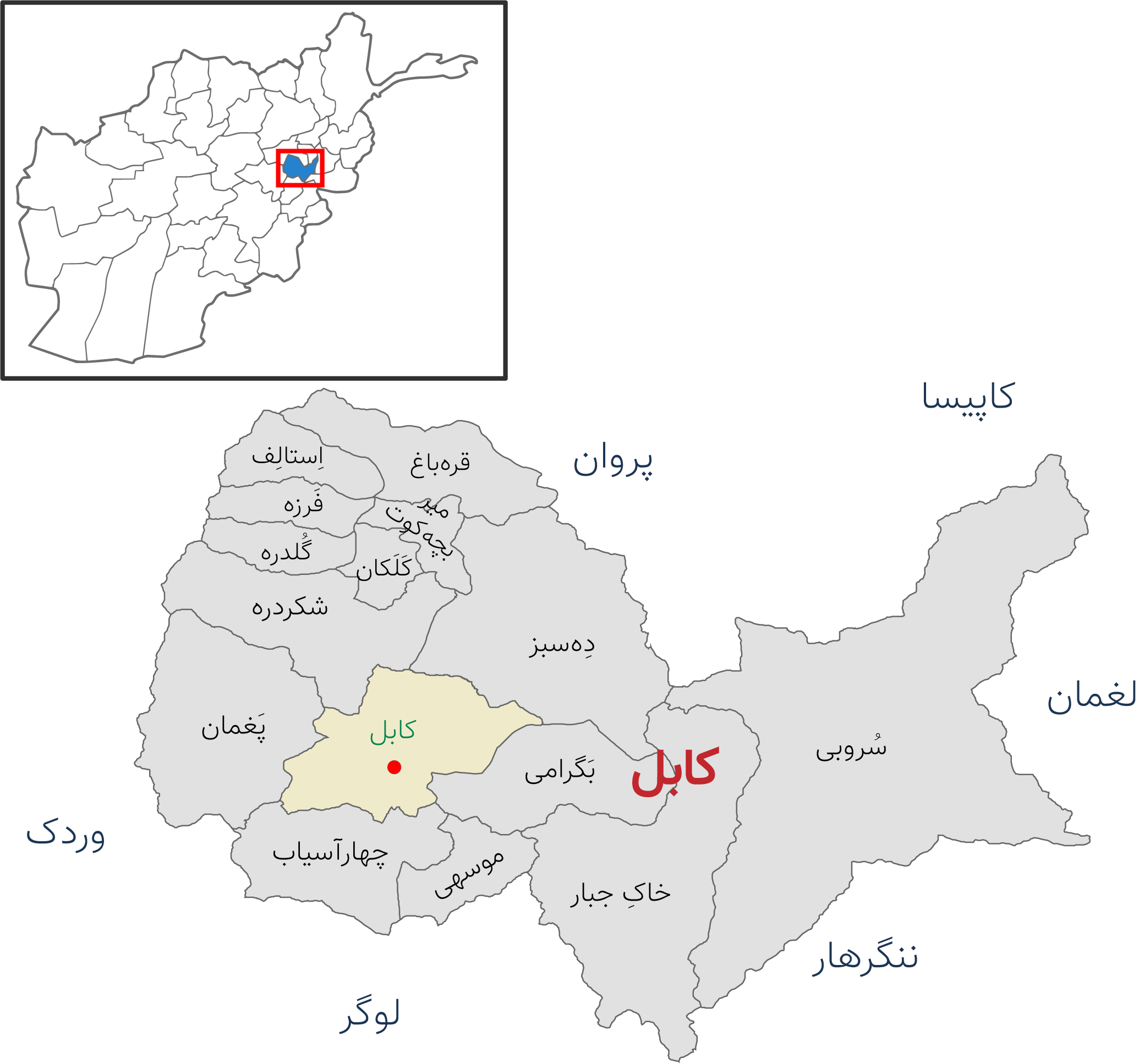
ولسوالی‌های کابل

پهناوری ولایت کابل ۴٬۵۵۸ کیلومتر مربع است و دارای ۱۵ ولسوالی (شهرستان) است که قرار ذیل است:
| شماره | ولسوالی            | مرکز      | جمعیت (۱۴۰۳) | پهناوری           | اطلاعات قومی (٪)                                 | موقعیت         | ولسوال            | تعداد قریه‌ |
| ----- | ------------------ | --------- | ------------ | ----------------- | ------------------------------------------------ | -------------- | ----------------- | ---------- |
| ۱     | کابل مرکز          | کابل      | ۵٬۱۴۰٬۶۰۶    |                   | ۵۰٪ تاجیک، ۲۰٪ پشتون، ۲۰٪ هزاره، ۱۰٪ اقوام دیگر. | جنوب غربی کابل |                   |            |
| ۲     | پغمان درجه اول     | پغمان     | ۱۴۹٬۰۹۷      | ۳۶۳ کیلومتر مربع  | ۶۵٪ تاجیک، ۳۵٪ پشتون                             | غرب کابل       | موسی رحمتی        | ۱۳۵        |
| ۳     | چهارآسیاب درجه دوم | قلعه‌نعیم  | ۴۴٬۴۱۱       | ۳۲۱ کیلومتر مربع  | تاجیک‌ها، پشتون‌ها                                 | شرق کابل       | گوهر بابری        | ۵۷         |
| ۴     | بگرامی درجه دوم    | بگرامی    | ۶۷٬۱۸۵       | ۲۷۴ کیلومتر مربع  | ۶۰٪ پشتون، ۴۰٪ تاجیک                             | شرق کابل       | شفیع سوله‌مل       | ۴۵         |
| ۵     | دِه‌سبز درجه دوم     | تره‌خیل    | ۶۵٬۴۷۷       | ۴۸۷ کیلومتر مربع  | ۷۰٪ پشتون، ۳۰٪ تاجیک                             | شرق کابل       | محمد گل           | ۷۳         |
| ۶     | شَکَردره درجه دوم    | شکر دره   | ۹۹٬۶۳۹       | ۳۰۴ کیلومتر مربع  | ۷۰٪ تاجیک، ۳۰٪ پشتون                             | شمال غربی کابل | غیاث پتنگ         | ۷۲         |
| ۷     | موسهی درجه سوم     | موسهی     | ۳۲۶'۲۸       | ۹۸ کیلومتر مربع   | پشتون‌ها                                          | جنوب شرقی کابل | سلیمان بسطلمی     | ۴۲         |
| ۸     | میربچه‌کوت درجه اول | میربچه‌کوت | ۶۳٬۳۴۲       | ۶۱ کیلومتر مربع   | تاجیک‌ها                                          | شمال کابل      | رحیم راشد         | ۳۸         |
| ۹     | خاک جبار درجه سوم  | خاک‌جبار   | ۱۷٬۳۶۶       | ۵۲۸ کیلومتر مربع  | تاجیک‌ها پشتون‌ها                                  | شرق کابل       | عبدالباری عارض    | ۴۲         |
| ۱۰    | کلکان درجه سوم     | کلکان     | ۳۶٬۷۲۴       | ۸۶ کیلومتر مربع   | تاجیک‌ها                                          | شمال کابل      | رحمت‌الله فقیرزاده | ۲۷         |
| ۱۱    | گُلدره درجه سوم     | گلدره     | ۲۷٬۷۵۷       | ۱۰۶ کیلومتر مربع  | ۸۰٪ تاجیک، ۲۰٪ پشتون                             | شمال غربی کابل | محمد عظیم         | ۳۲         |
| ۱۲    | فَرزه درجه سوم      | ده نو     | ۲۶٬۰۴۸       | ۱۱۰ کیلومتر مربع  | ۸۰٪ تاجیک، ۲۰٪ پشتون                             | شمال غربی کابل | محمد ظریف         | ۲۰         |
| ۱۳    | اِستالف درجه دوم    | استالف    | ۴۰٬۷۱۰       | ۶۳ کیلومتر مربع   | تاجیک‌ها                                          | شمال غربی کابل | شاه رسول          | ۳۱         |
| ۱۴    | قره‌باغ درجه اول    | قره‌باغ    | ۹۲٬۵۲۲       | ۲۰۴ کیلومتر مربع  | ۶۰٪ تاجیک، ۴۰٪ پشتون                             | شمال کابل      | حنیف صدیقی        | ۶۲         |
| ۱۵    | سروبی درجه دوم     | سروبی     | ۶۷٬۱۸۵       | ۱۲۵۱ کیلومتر مربع | ۹۵٪ پشتون، ۵٪ پشه‌ایs                             | شرق کابل       | حمید شینواری      | ۱۷۹        |

## فهرست والیان
| شماره | تصویر | والی              | دوره                      | جزئیات                                                                       |
| ----- | ----- | ----------------- | ------------------------- | ---------------------------------------------------------------------------- |
| ۱     |       | شاه قاضی سرور خان | ۱۹۰۱                      | پدر بزرگ حبیب‌الله خان، پادشاه افغانستان                                      |
| ۲     |       | محمد خان بارکزی   | ۱۹۱۹ ۱۹۲۰                 |                                                                              |
| ۳     |       | محمد موسی هوتک    |                           |                                                                              |
| ۴     |       | افضل اکرم         | ۱۹۸۶ ۱۹۹۰                 | دکتر افضل اکرم در پایان کار اش سال ۱۹۹۰ به عنوان معین شهرداری کابل تعیین شد. |
| ۵     |       | تاج محمد مجاهد    | ۲۰۰۴                      |                                                                              |
| ۶     |       | دین محمد          | ۲۰۰۴ ۲۰۰۹                 |                                                                              |
| ۷     |       | ذبیح‌الله مجددی    | ژوئیه ۲۰۰۹ مارس ۲۰۱۱      |                                                                              |
| ۸     |       | احمد الله علیزی   | آوریل ۲۰۱۱                |                                                                              |
| ۹     |       | عبدالجبار تقوا    | ۱۳۹۱                      |                                                                              |
| ۱۰    |       | حامد اکرام اکرام  |                           |                                                                              |
| ۱۱    |       | محمد یعقوب حیدری  | ۸ سنبله/شهریور ۱۳۹۶ کنونی |                                                                              |